# 阿尔弗雷德·邓肯
约瑟夫·阿尔弗雷德·邓肯（英語：Joseph Alfred Duncan，1993年3月10日—），是一名加纳足球运动员，司职中场，目前效力于意甲俱乐部威尼斯。

## 俱乐部生涯
邓肯在2010年夏季跟随意大利足球甲级联赛球队国际米兰青年队训练，由于FIFA规则的限制，他直到2011年3月，即18岁生日之后，才正式签约国际米兰。 2012年8月26日，他在国际米兰对阵佩斯卡拉的比赛中替补加尔加诺出场，上演意甲首秀。 2013年冬季，他被租借到意乙联赛球队利沃诺半个赛季，以获得锻炼机会。他在2012/13赛季出场19次，帮助利沃诺升级成功。2013年夏季，他被续租到利沃诺一个赛季。2014年7月19日，国际米兰宣布邓肯租借到另一支意甲球队桑普多利亚两个赛季。

## 国家队生涯
2012年11月14日，邓肯在加纳和佛得角的比赛首次代表成年国家队出场。